# Peter Kuper
Peter Kuper nació en Estados Unidos el 22 de septiembre de 1958, y es un historietista y caricaturista estadounidense. 

## Biografía
En 1979 fue uno de los fundadores de la revista de historietas World War 3 illustrated. También y desde 1986, se ha dedicado a dictar cursos de historietas y de ilustración (particularmente en New York's School of Visual Arts and Parsons The New School for Design.
También se incluyen regularmente trabajos suyos en Time Magazine, Newsweek, The New York Times, así como en la revista MAD (en esta última publicación y desde 1996, ilustra cada mes 'Spy vs. Spy). Además, recientemente publicó adaptaciones de obras de Franz Kafka.
Una parte importante de sus trabajos no tienen leyendas o frases asociadas, dejando así la importancia del mensaje y su interpretación enteramente en manos del lector.

## Obras
Las siguientes obras fueron publicadas en francés: 
- 2003, Cap versus Rarebit, en Captain America - Rouge Blanc & Bleu, Marvel France.
- 2003, La métamorphose, Rackham.[7]
- 2004, Le système, Éditions de l'An 2.
- Points de vue, Çà et là:

1. 2005, Points de vue.
2. 2006, Points de vue 2.

- 2006, La jungle, Rackham. Según el texto de Upton Sinclair.
- 2009, Arrête d'oublier de te souvenir, Çà et là.

Obras publicadas en español:
- 2009, Diario de Oaxaca, Sexto Piso.
- 2011, Diario de Nueva York, Sexto Piso.
- 2015, El sistema, Sexto Piso.
- 2016, Ruinas, Sexto Piso.
- 2019, Kafkiana, Sexto Piso.